# Chalybion yangi
Chalybion yangi là một loài côn trùng cánh màng trong họ Sphecidae, thuộc chi Chalybion. Loài này được Li miêu tả khoa học đầu tiên năm 1995.